# نوز الکتریک ریلوی
نوز الکتریک ریلوی (انگلیسی: Nose Electric Railway) شرکت ترابری ریلی ژاپنی است، که در سال ۱۹۰۸ تأسیس شد.